# Universitetskansler
Universitetskansler (plural: universitetskanslerer) är en titel för en hög ämbetsman inom universitet, oftast jämförbar med svenska lärosätens rektor, men det kan också beteckna en mer ceremoniell roll som beskyddare.
Vid de medeltida europeiska universiteten var kanslern den ämbetsman som representerade universitetets överste skyddsherre, det vill säga påven eller monarken. I Tyskland ofta den tysk-romerske kejsaren. Kanslersämbetet utövades oftast men inte alltid av den lokala biskopen. Fortfarande idag existerar titeln Magnus Cancellarius vid katolska universitet som beteckning för kyrkans representant gentemot universitetets styrelse, medan titeln Kanzler idag i Tyskland används om den ämbetsman under rektorn som är chef för universitetets förvaltning.
I Samväldesländerna är the Chancellor oftast en honorärtitel med huvudsakligen ceremoniella och representativa plikter, medan ledningen vid lärosätet utövas av the Vice-Chancellor. Vice-Chancellor är den brukliga engelskspråkiga benämningen på rektorerna vid svenska universitet.

## Finland
Universitetet i Åbo hade så länge Finland utgjorde en del av Sverige en kansler på samma sätt som universiteten i Uppsala och Lund. Den förste innehavaren av uppdraget var greve Per Brahe den yngre (tillträdd 1646). 
Under Finlands ryska tid innehades kanslersuppdraget 1816–1894 av den ryske tronföljaren. Därefter var posten vakantsatt och arbetsuppgifterna utfördes i stället av en av tsaren tillsatt vicekansler, i regel en militär eller ledamot av den finska senaten.
I det moderna Finland har Helsingfors universitet och Åbo Akademi kanslerer utsedda av republikens president i enlighet med vad som stadgas i 1997 års Universitetslag. Även Tammerfors universitet, Åbo universitet och Helsingfors handelshögskola har kanslerer, vars roll dock endast regleras på författningsnivå, ej i lag.

## Sverige
Ämbeten som de svenska universitetens kanslerer tillskapades på 1600-talet. Under flera hundra år hade de svenska universiteten var sin kansler, i regel boende i Stockholm och en lokal prokansler. Kanslern för universitetet i Greifswald var under merparten av lärosätet svenska tid dock identisk med den lokale generalguvernören över Svenska Pommern.
Från 1859 kom de båda då kvarvarande lärosätena, Uppsala och Lund, att välja samma person som kansler, under vilken så småningom även Karolinska Institutet inordnades. Dessa ämbeten slogs 1893 samman till en enda kansler för rikets universitet. Ända in på 1930-talet var detta ämbete oavlönat. Kanslern var en individualmyndighet, knuten till innehavarens person, utan biträde av kollegium eller styrelse. Till biträde hade han endast en anställd kanslerssekreterare. 
Fram till 1948/1950 fanns även en prokansler vid respektive universitet, i Uppsala var det ärkebiskopen och i Lund biskopen i Lunds stift. 
År 1964 ändrades detta och ett ämbetsverk bildades, som fick den idag åter aktuella benämningen Universitetskanslersämbetet. under ledning av en (med förenklad titel) universitetskansler. Sedan har titeln använtas av chefen för Universitets- och Högskoleämbetet, Kanslersämbetet, Högskoleverket och slutligen Universitetskanslersämbetet (UKÄ). Från 1 augusti 2017 tituleras istället chefen för UKÄ generaldirektör.

### Kanslerer för Uppsala universitet till 1859
- 1477–1515 Jakob Ulvsson
- 1622–1645 Johan Skytte
- 1646–1654 Axel Oxenstierna
- 1654–1686 Magnus Gabriel De la Gardie
- 1686–1702 Bengt Gabrielsson Oxenstierna
- 1702–1716 Carl Piper
- 1716–1719 Arvid Horn (vald 1716 men kallades formellt till posten först 1719)
- 1719–1737 Gustaf Cronhielm
- 1737 Olof Törnflycht
- 1737–1739 Gustaf Bonde d.y.
- 1739–1746 Carl Gyllenborg
- 1747–1751 Arvprins Adolf Fredrik
- 1751–1760 Carl Ehrenpreus
- 1760–1764 Anders Johan von Höpken
- 1764–1771 Kronprins Gustaf
- 1771–1783 Carl Rudenschöld
- 1783–1785 Gustaf Philip Creutz
- 1785–1792 Kronprins Gustaf Adolf
- 1792–1796 Hertig Carl
- 1796–1799 Kung Gustav IV Adolf
- 1799–1810 Axel von Fersen d.y.
- 1810–1818 Kronprins Carl Johan
- 1818–1844 Kronprins Oscar
- 1844–1859 Kronprins Carl

### Kanslerer för Lunds universitet till 1859
- 1666–1684 Gustaf Otto Stenbock
- 1684–1685 Claes Fleming
- 1686–1687 Gustaf Lilliecrona
- 1687–1690 Erik Lindschöld
- 1690–1709 Nils Gyldenstolpe
- 1711–1712 Magnus Stenbock
- 1713–1714 Gustaf Cronhielm
- 1714–1728 Nicodemus Tessin d.y.
- 1728–1739 Carl Gyllenborg
- 1739–1742 Olof Nordenstråle
- 1742–1752 Johan Gyllenborg
- 1752–1761 Nils Palmstierna
- 1762–1768 Carl Gustaf Löwenhielm
- 1768–1772 Gustaf Adolf Hjärne
- 1772–1789 Melker Falkenberg
- 1789–1810 Carl Axel Trolle-Wachtmeister
- 8–28 maj 1810 Prins Karl August
- 1810–1824 Lars von Engeström
- 1824–1844 Kronprins Oscar
- 1846–1856 Kronprins Carl (tilldelad ämbetet 1844)
- 1857–1859 Gustaf Sparre (tillförordnad)

### Svenska kanslerer för universitetet i Greifswald[3]
- 1654–1657 Johan Axelsson Oxenstierna
- 1657–1660 vakant
- 1660–1676 Carl Gustaf Wrangel
- 1676–1679 vakant på grund av krig
- 1679–1685 Otto Wilhelm von Königsmarck
- 1685–1690 vakant
- 1690–1698 Nils Bielke
- 1699–1711 Jurgen Mellin
- 1711–1715 vakant
- 1715–1748 Johan August Meijerfeldt den äldre
- 1748–1767 Axel Löwen
- 1767–1772 Hans Henrik von Liewen den yngre
- 1772–1776 Fredrik Carl Sinclair
- 1776–1791 Fredrik Vilhelm von Hessenstein
- 1791–1793 A F von Oltoff (vikarie i egenskap av vicekansler)
- 1792–1796 Eric Ruuth
- 1796–1799 Philip von Platen
- 1800–1807 Hans Henric von Essen
- 1807–1810 Vakant; Pommern ockuperat av Frankrike
- 1810–1814 Hans Henric von Essen
- 1814–1815 M F Putbus

## Gemensamma svenska universitetskanslerer 1859–1963
- 1859–1871 Gustaf Sparre
- 1872–1881 Henning Hamilton
- 1881–1888 Louis De Geer
- 1888–1898 Pehr von Ehrenheim
- 1898 Erik Gustaf Boström (vald men avsade sig uppdraget)
- 1898–1905 Gustaf Gilljam
- 1905 Gustaf Tamm (vald men avsade sig uppdraget)
- 1905–1907 Erik Gustaf Boström
- 1907–1916 Fredrik Wachtmeister
- 1916–1926 Carl Swartz
- 1926–1937 Ernst Trygger
- 1937–1951 Östen Undén
- 1945–1951 Thore Engströmer (tillförordnad)
- 1951–1958 Arthur Thomson
- 1958–1961 Harald Cramér
- 1961–1964 Bengt Petri

### Svenska universitetskanslerer efter 1964

#### Universitetskanslerämbetet (UKÄ)
- 1964–1969 ämbetsman Nils Gustav Rosén
- 1969–1977 ämbetsman Hans Löwbeer

#### Universitets- och Högskoleämbetet (UHÄ)
- 1977–1980 ämbetsman Hans Löwbeer
- 1980–1987 professor Carl-Gustaf Andrén
- 1988–1992 professor Gunnar Brodin

#### Kanslersämbetet
- 1992–1995 professor Stig Hagström

#### Högskoleverket (HSV)
- 1995–1998 professor Stig Hagström
- 1999–2007 professor Sigbrit Franke
- 2007–2010 professor Anders Flodström
- 2010–2012 docent Lars Haikola

#### Universitetskanslersämbetet (UK-ämbetet)
- 2013–2014 docent Lars Haikola
- 2014–2016 professor Harriet Wallberg-Henriksson
- 2017–2023 professor Anders Söderholm (med titeln generaldirektör)
- 2023–     professor Martin Norsell (med titeln generaldirektör)